# Внешняя политика Эстонии
После восстановления независимости от Советского Союза Россия была одним из первых государств, которые признали независимость Эстонии (первой страной, сделавшей это была Исландия 22 августа 1991 года).
В августе 1994 года с территории Эстонии были выведены все военные части и вооружённые силы России.
В то же время договор о границе между Эстонией и Россией до сих пор не ратифицирован, хотя его подписание произошло в 1996 году, повторно он был подписан в 2005 году, но из-за некоторых включенных в него заявлений со стороны Эстонии (таких как оккупация Эстонии СССР), при его ратификации в эстонском парламенте, Россия отказалась от его ратификации.
Россия и Эстония подписали договор о границе и одобрили проект разграничения акваторий в Нарвском и Финском заливах 18 февраля 2014 года. Согласно этим договорам, нынешняя граница между двумя государствами, проходящая по линии бывшей административной границы между Эстонской ССР и РСФСР, не изменится. Как уточнил глава МИД Эстонии Урмас Паэт, государства лишь обменяются частью приграничных территорий для «выпрямления» линии границы. Работа над документами шла 23 года. Стороны подписали договор о границе в 2005 году, однако позднее Москва отозвала свою подпись. Это произошло на фоне инициативы эстонского парламента, который во время ратификации документа вставил в соответствующий акт о ратификации упоминание о Тартуском мирном договоре 1920 года. По нему к республике переходили, в частности, волость Нарва и Печорский край. Такая отсылка гипотетически могла бы послужить основанием для выдвижения территориальных претензий Эстонии к России. В нынешней версии договора о границе отмечено, что он «касается исключительно линии границы и не затрагивает никакие другие вопросы». Подчеркивается, что стороны не имеют территориальных претензий друг к другу. В марте 2015 года Президент России Владимир Путин внес в Госдуму на рассмотрение договоры между Москвой и Таллином о границе и о разграничении морских пространств в Нарвском и Финском заливах.

После восстановления независимости, Эстония проводила внешнюю политику тесного сотрудничества с западноевропейскими странами. 

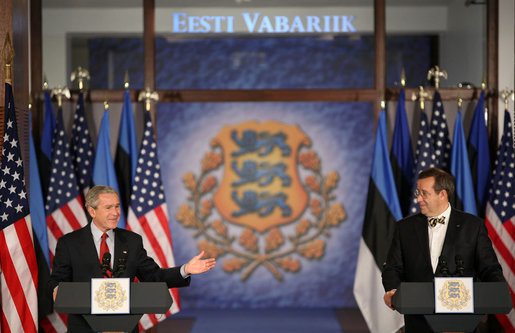
Президент Эстонии Тоомас Хендрик Ильвес и президент США Джордж Буш в Эстонии, 2006 год.

 Двумя наиболее важными целями экономической политики в этом направлении были вступление в НАТО и Европейский союз, достигнутые в марте и мае 2004 года соответственно. Изменение международной политики Эстонии в сторону Запада сопровождается общим ухудшением отношений с Россией, совсем недавно продемонстрированные в спорах вокруг перемещения Бронзового солдата, памятника Второй мировой войны в Таллине.
Важным элементом в переориентации Эстонии стали близкие связи со Скандинавскими странами, в частности Финляндией и Швецией. На самом деле эстонцы считают себя скандинавами, а не прибалтами, основываясь на своих исторических связях с Данией и частично с Финляндией и Швецией. В декабре 1999 года министерство иностранных дел Эстонии (а с 2006 года президент Эстонии) Тоомас Хендрик Ильвес представил речь для шведского института иностранных дел, озаглавленную «Эстония как скандинавская страна». В 2003 году министр иностранных дел также организовал выставку, озаглавленную «Эстония: тесные отношения со Скандинавией». А в 2005 году Эстония присоединилась к Северной военной группировке Европейского союза. Это также показало заинтересованность в присоединении к Северному совету.
Если в 1992 году на долю России приходилось 92 % объёма международной торговли в Эстонии,то сегодня существует обширная экономическая взаимозависимость между Эстонией и её северными соседями: три четверти иностранных инвестиций в Эстонию происходит в Скандинавских странах (главным образом Финляндии и Швеции), в которые Эстония посылает 42 % экспорта (по сравнению с 6,5 % отправляемым в Россию, 8,8 % в Латвию и 4,7 % в Литву). С другой стороны, в эстонской политической системе, её низкая ставка подоходного налога и не связанная с социальным обеспечением модель отличают её от других скандинавских стран, да и от многих других европейских стран.
Эстония входит в состав 181 международной организации, такие как БМР, ВОЗ, ВОИС, ВМО, ВПС, ВТАО, ВТО, ЕБРР, ЕС (членство с 1 мая 2004 года), ЕЭК ООН, Западноевропейский союз (сотрудничество), ИКАО, ИМО, Интерпол, ISO (корреспондент), МАГАТЭ, МБРР, МВФ, МГО, МДККиКП, МКП, МОК, Международная организация по миграции (наблюдатель), МОТ, МСЭ, МФК, НАТО, ОБСЕ, ОЗХО, ООН, Партнёрство во имя мира, СГБМ, СЕ, СЕАС, ФАО, ЮНЕСКО, ЮНКТАД.

## Эстония и ЕС
Эстония первой из Прибалтийских стран перешла на евро. Эстония получает значительную финансовую помощь от Евросоюза — за 2004—2006 годы ей предоставлено 0,8 млрд евро, а за 2007—2013 годы ещё 3,4 млрд евро.

## Международные споры
Участники российско-эстонских переговоров достигли технического соглашения о границе в декабре 1996 года. Договор о границе был ратифицирован в 1999 году. 18 мая 2005 года министр иностранных дел Эстонии Урмас Паэт и его российский коллега Сергей Лавров подписали в Москве «Договор между Правительством Эстонской Республики и Правительством Российской Федерации об эстонско-русской границе» и «Договор между Правительством Эстонской Республики и Правительством Российской Федерации о делимитации морских зон в Финском заливе и в заливе Нарва». Рийгикогу (эстонский парламент) ратифицировал договоры 20 июня 2005 года, а президент Эстонии Арнольд Рюйтель объявил о них 22 июня 2005 года. 31 августа 2005 года российский президент В. В. Путин дал письменное распоряжение российскому министерству иностранных дел уведомить эстонскую сторону о «намерении России не участвовать в пограничных договорах между Российской Федерацией и Эстонской Республикой». 6 сентября 2005 года МИД РФ направил Эстонии ноту, в которой Россия сообщила, что она не собирается становиться участником соглашения о границе между Эстонией и Россией, и не считает себя связанной обстоятельствами, относительно объекта и цели договоров.

## Отношения со странами
| Страна           | Начало формальных отношений | Примечания |
| ---------------- | --------------------------- | --- |
| Австралия        | 27 августа 1991             | - Австралия признала Эстонию 22 сентября 1921 года. - Страны восстановили дипломатические отношения 21 ноября 1991 года. - Австралия представлена в Эстонии через посольство в Стокгольме (Швеция) и консульство в Таллине. - Эстония представлена в Австралии через посольство в Токио (Япония) и три консульства (в Хобарте и два в Сиднее). - Австралия имеет наибольшее сообщество эстонцев за границей, с населением в 8,232 человека, идентифицирующими себя как эстонцы. |
| Австрия          | 28 августа 1991             | - Австрия признала Эстонию 26 июня 1921 года. - Страны восстановили дипломатические отношения 8 января 1992 года. - Австрия имеет посольство в Таллин. - Эстония имеет посольство в Вене и консульство в Зальцбурге. - Австрийское министерство иностранных дел: список тем для двусторонних переговоров с Эстонией - Эстонское министерство иностранных дел об отношениях с Австрией |
| Азербайджан      | 20 апреля 1992              | - Азербайджан имеет консульство в Таллине . - Эстония представлена в Азербайджане через посольство в Анкаре (Турция). - Оба государства на данный момент полноправные члены Совета Европы и Организации по безопасности и сотрудничеству в Европе (ОБСЕ). - Министерство иностранных дел Азербайджана: список тем для двусторонних переговоров с Эстонией - Эстонское министерство иностранных дел об отношениях с Азербайджаном |
| Армения          | 23 августа 1992             | - Армения представлена в Эстонии через посольство в Варшаве (Польша) и консульство в Таллине. - Эстония представлена в Армении через посольство в Афинах (Греция) и консульство в Ереване. - В Эстонии проживает около 2,000 представителей Армении. - Эстонское министерство иностранных дел об отношениях с Арменией |
| Беларусь         | 6 апреля 1992               | - Беларусь имеет генеральное консульство в Таллине. - Эстония открыла генеральное консульство в Минске 21 июля 1995 года. |
| Болгария         | 10 сентября 1991            | - Болгария признала Эстонию 20 мая 1921 года и признала повторно 26 августа 1991 года. - Болгария представлена в Эстонии через консульство в Таллине. - Эстония имеет посольство и консульство в Софии. |
| Ватикан          | 3 октября 1991              | - Эстония представлена в Ватикане через посла, который находится в Таллине (в министерстве иностранных дел). - Ватикан представлен в Эстонии через посольство в Вильнюсе (Литва). - В сентябре 1993 года папа Иоанн Павел II посетил Эстонию. - Министерство иностранных дел Эстонии об отношениях с Ватиканом |
| Великобритания   | 5 сентября 1991             | - Эстония имеет посольство в Лондоне и три консульства (в Челтнеме, Пейсли и Уэльсе). - Великобритания имеет посольство в Таллине. - Оба государства на данный момент полноправные члены НАТО и Европейского союза. - Её величество королева Елизавета II нанесла государственный визит в Эстонию в октябре 2006 года. - Эстонское министерство иностранных дел об отношениях с Великобританией - Британское министерство иностранных дел об отношениях с Эстонией |
| Венгрия          | 2 сентября 1991             | - Венгрия признала Эстонию 24 февраля 1921. - Эстония имеет посольство и консульство в Будапеште. - Венгрия имеет посольство в Таллине и два консульства (в Таллине и Тарту). - Оба государства на данный момент полноправные члены НАТО и Европейского союза. - Эстонское министерство иностранных дел об отношениях с Венгрией |
| Греция           | 2 октября 1991              | - Греция признала Эстонию 19 мая 1922 года. Греция никогда не признавала советской аннексии Эстонии. - В апреле 1997 года Эстония организовала посольство в Афинах. - Греческое посольство в Таллине было открыто в январе 2005 года. - Оба государства на данный момент полноправные члены НАТО и Европейского союза. - Эстонское министерство иностранных дел об отношениях с Грецией - Министерство иностранных дел Греции об отношениях с Эстонией |
| Грузия           | 17 июня 1992                | - Грузия признала Республику Эстонии 27 августа 1991 года. - С июля 2006 года Эстония имеет посольство в Тбилиси. - С апреля 2007 года Грузия имеет посольство в Таллине. - Эстонское министерство иностранных дел об отношениях с Грузией - Грузинское министерство иностранных дел об отношениях с Эстонией |
| Египет           | 2 января 1992               | - Египет признал Эстонию 6 сентября 1991 года. - Египет представлен в Эстонии через посольство в Хельсинки (Финляндия). - Эстония представлена в Египте через посла, который находится в Таллине (в министерстве иностранных дел). - Интересы Эстонии в Египте представлены через шведское посольство в Каире. - Both countries are full members of the Средиземноморского союза. - январь 2005 года — министр иностранных дел Эстонии Кристинна Ойуланд посетила Египет. - ноябрь 2005 года — премьер-министр Эстонии Андрус Ансип в Барселоне на Европейско-средиземноморском саммите встретился с египетским премьер-министром Ахмедом Назифом. - декабрь 2007 года — премьер-министр Эстонии Андрус Ансип встретился с египетским премьер-министром Ахмедом Назифом в рамках саммита евро-африканского союза в Лиссабоне. - Эстонское министерство иностранных дел об отношениях с Египтом - Специальная миссия Республики Эстония в Арабской республике Египет Архивная копия от 27 декабря 2018 на Wayback Machine |
| Израиль          | 9 января 1992               | - Израиль признал Эстонию 4 сентября 1991 года. - Эстония представлена в Израиле через посла, который находится в Таллине (в министерстве иностранных дел). - Израиль представлен в Эстонии через посольство в Хельсинки (Финляндия). - Эстонское министерство иностранных дел об отношениях с Израилем |
| Индия            | 2 декабря 1991              | - Индия повторно признала Эстонию 9 сентября 1991 года. - Эстония представлена в Индии через два консульства (в Мумбаи и Нью-Дели). - Индия представлена в Эстонии через посольство в Хельсинки (Финляндия) и консульство в Таллине. |
| Ирландия         | 10 сентября 1991            | - Ирландия признала Эстонию 27 августа 1991 года. - Эстония имеет посольство в Дублине. - Ирландия имеет посольство в Таллине. - Оба государства на данный момент полноправные члены Европейского союза. - В Ирландии проживает около 2,400 эстонцев. - Эстонское министерство иностранных дел об отношениях с Ирландией |
| Исландия         | 26 августа 1991             | - Исландия была первой страной, повторно признавшей эстонскую независимость 22 августа 1991 года. - По словам Леннарта Мери «Исландия как ледокол играет большую роль в изменении мира в 1991 году, так как Исландия напомнила всем о потерянных ценностях.». - Эстония представлена в Исландии через посольство в Осло (Норвегия) и консульство в Рейкьявике. - Исландия представлена в Эстонии через посольство в Хельсинки (Финляндия). - Оба государства на данный момент полноправные члены НАТО, Совета Европы и Совета государств Балтийского моря. - Эстонское министерство иностранных дел об отношениях с Исландией |
| Испания          | 10 сентября 1991            | - Испания признала Эстонию в 1921 году. Испания обновила своё признание Эстонии 27 августа 1991 года. - Эстония имеет посольство в Мадриде и два консульства (в Барселоне и Севилье). - Испания имеет посольство и консульство в Таллине. - Оба государства на данный момент полноправные члены НАТО и Европейского союза. - Эстонское министерство иностранных дел об отношениях с Испанией - Испанское министерство иностранных дел об отношениях с Эстонией (исп.) |
| Италия           | 31 августа 1991             | - Италия признала Эстонию 26 января 1921 года. Повторное признание произошло 27 августа 1991 года. - Эстония имеет посольство в Риме и шесть консульств (в Кальяри, Флоренции, Генуе, Милане, Неаполе и Турине). - Италия имеет посольство в Таллине. - Оба государства на данный момент полноправные члены НАТО и Европейского союза. - Эстонское министерство иностранных дел об отношениях с Италией |
| Косово           | 24 апреля 2008              | - Эстония признала Косово 21 февраля 2008 года. |
| Латвия           | 3 января 1992               | - Эстония имеет посольство в Риге. - Латвия имеет посольство в Таллине. - Поддерживаются тесные отношения, имеющие общую историю со времен соседства в СССР. |
| Литва            | 16 июня 1991                | - Эстония имеет посольство в Вильнюсе. - Литва имеет посольство в Таллине. - Эстонский посол в Литве — Андрес Тропп. - Оба государства на данный момент полноправные члены Совета государств Балтийского моря, НАТО и Европейского союза. |
| Люксембург       | 29 августа 1991             | - Люксембург признал Эстонию 22 февраля 1923 года и сделал это повторно 27 августа 1991 года. Страны восстановили дипломатические отношения 29 августа 1991 года. Эстония представлена в Люксембурге через посольство в Брюсселе (Бельгия) и консульство в Люксембурге. Люксембург представлен в Эстонии через посольство в Праге (Чехии). В Люксембурге проживает около 300 эстонцев. - Торговое соглашение между Эстонией, Бельгией и Люксембургом (1935) - Соглашение по дорожному транспорту между Эстонией, Латвией, Литвой, Бельгией, Люксембургом и Нидерландами (вступило в силу 01 декабря 1994 года) - Соглашение между Эстонией и Бельгийско-Люксембургским экономическим союзом о взаимном поощрении и защите инвестиций (вступило в силу 23 сентября 1999 года) - Соглашение между Эстонией и государствами Бенилюкса о регоспитализации лиц (вступило в силу 01 февраля 2005 года) - Соглашение об избегании двойного налогообложения и предотвращении уклонения от уплаты дохода и налога на капитал (подписано 23 мая 2006 года) |
| Мальта           | 1 января 1992               | - Мальта признала Эстонию 26 августа 1991 года. - Эстония представлена на Мальте через посольство в Риме (Италия). - Мальта представлена в Эстонии через посольство, расположенное в Валлетте (в министерстве иностранных дел) и консульство в Таллине. - Оба государства на данный момент полноправные члены Европейского союза. - Эстонское министерство иностранных дел об отношениях с Мальтой |
| Молдова          | 10 ноября 1992              | - Молдавия признала Эстонию 28 августа 1991 года, а Эстония Молдавию — 20 февраля 1992 года. - Эстония представлена в Молдавии через посольство в Киеве (Украина) и консульство в Кишинёве. - Молдавия имеет посольство в Таллине. - Оба государства на данный момент полноправные члены Совета Европы. - Эстонское министерство иностранных дел об отношениях с Молдовой - Министерство иностранных дел Молдавии об отношениях с Эстонией |
| Нидерланды       | 21 сентября 1991            | - Нидерланды признали Эстонию 5 марта 1921 года. После распада Советского союза Нидерланды повторно признали Эстонию 2 сентября 1991 года. - Эстония имеет посольство в Гааге и два консульства (на Кюрасао и в Роттердаме). - Нидерланды имеют посольство в Таллине. - Оба государства на данный момент полноправные члены НАТО и Европейского союза. - Эстонское министерство иностранных дел об отношениях с Нидерландами - Министерство иностранных дел Нидерландов об отношениях с Эстонией (недоступная ссылка) |
| Норвегия         | 27 августа 1991             | - Норвегия признала Эстонию 5 февраля 1921 года. Норвегия признала аннексию балтийских стран Советским союзом. - Эстония имеет посольство в Осло и три консульства (в Тронхейме, Тромсё и Ставангере). - Норвегия имеет посольство в Таллине. - Оба государства на данный момент полноправные члены Совета государств Балтийского моря. - Эстонское министерство иностранных дел об отношениях с Норвегией |
| Польша           | сентябрь 1991               | - Польша признала эстонскую независимость 31 декабря 1920 года и признала её повторно 26 августа 1991 года. - Эстония имеет посольство в Варшаве и три консульства (в Щецине, Познани и Кракове). - Польша имеет посольство в Таллине. - Оба государства на данный момент полноправные члены Совета государств Балтийского моря, НАТО и Европейского союза. - Эстонское министерство иностранных дел об отношениях с Польшей |
| Португалия       | 1 октября 1991              | - Португалия признала Эстонию де факто в 1918 году и де юре 6 февраля 1921 года. Португалия никогда не признавала оккупацию Эстонии Советским союзом. - Португалия признала Эстонскую республику 27 августа 1991 года. - Эстония имеет посольство в Лиссабоне и два консульства (в Порту и Тавире). - Португалия имеет посольство в Таллине. - Оба государства на данный момент полноправные члены НАТО и Европейского союза. - Эстонское министерство иностранных дел об отношениях с Португалией |
| Республика Корея | 17 сентября 1991            | - Южная Корея признала Эстонию 6 сентября 1991 года. - Эстония имеет посольство в Сеуле. - Южная Корея представлена в Эстонии через посольство в Хельсинки (Финляндия) и консульство в Таллине. - Экспорт Эстонии в Корею состоит в основном из машинного и технического оборудования и леса. Основные статьи импорта: транспортные средства и механическое оборудование. Общий объём экспорта в Корею в 2006 году составил 19.2 миллионов евро, в то время как импорт составил 34.6 миллионов евро. - Министерство иностранных дел Южной Кореи об отношениях с Эстонией |
| Россия           | 24 октября 1991             | Российско-эстонские отношения были восстановлены в январе 1991 года, когда президент РСФСР Борис Ельцин и президент Эстонии Арнольд Рюйтель встретились в Таллине и подписали договор, регулирующий отношения между двумя странами после предполагаемой независимости Эстонии от Советского Союза. Договор гарантировал право свободного выбора гражданства для всех жителей бывшей Эстонской ССР, а также РСФСР. Россия вновь признала Эстонскую республику 24 августа 1991 года после неудачной попытки государственного переворота, будучи одной из первых стран, сделавших это. Советский Союз признал независимость Эстонии 6 сентября. Связи Эстонии с Борисом Ельциным ослабли после того, как русский лидер выразил солидарность с прибалтийскими государствами в январе 1991 года. Вопросы, касающиеся вывода русских войск из прибалтийских республик и отказа Эстонии от автоматического гражданства лицам, которые поселились в Эстонии в 1941—1991, и их потомству. |
| Румыния          | 13 сентября 1991            | - Румыния признала эстонскую независимость 26 февраля 1921 года. - Эстония представлена в Румынии через посольство в Варшаве (Польша). В ближайшие годы Эстония планирует открыть консульство в Будапеште. - Румыния представлена в Эстонии через посольство в Хельсинки (Финляндия) и консульство в Таллине. - Оба государства на данный момент полноправные члены НАТО и Европейского союза. - Эстонское министерство иностранных дел об отношениях с Румынией - Румынское министерство иностранных дел об отношениях с Эстонией |
| Сербия           | 9 февраля 2001              | - Эстония представлена в Сербии через посла, расположенного в Таллине (в министерстве иностранных дел). - Сербия представлена в Эстонии через своё посольство в Хельсинки (Финляндия). - Эстонское министерство иностранных дел об отношениях с Сербией - Министерство иностранных дел Сербии об отношениях с Эстонией |
| Словакия         | 30 марта 1993               | - Эстония признала Словакию 15 января 1993 года. - Эстония представлена в Словакии через посольство в Вене (Австрия). - Словакия представлена в Эстонии через посольство в Риге (Латвия) и консульство в Таллине. - Оба государства на данный момент полноправные члены НАТО и Европейского союза. - Эстонское министерство иностранных дел об отношениях со Словакией |
| США              |                             | Отношения были постоянными и сильными с тех пор, как Эстония стала независимой. Соединённые Штаты и Эстония являются важными союзниками и партнёрами. |
| Украина          | 4 января 1992               | - Украина признала Эстонию 26 августа 1991 года. - Эстония имеет посольство в Киеве. - Украина имеет посольство в Таллине. - Эстонское министерство иностранных дел об отношениях с Украиной |
| Финляндия        | 29 августа 1991             | - Финляндия имеет посольство в Таллине и консульство в Тарту. - Эстония имеет посольство в Хельсинки и пять консульств в Оулу, Турку, Экенасе, Тампере и Котке. - Оба государства на данный момент полноправные члены Совета государств Балтийского моря и ЕС. |
| Франция          | 30 августа 1991             | - Франция признала Эстонию 26 января 1921 года. Франция никогда не признавала советской оккупации Эстонии. Франция повторила своё признание 25 августа 1991 года. - Эстония имеет посольство в Париже и 4 консульства (в Лилле, Лионе, Нанси и Тулузе). - Франция имеет посольство в Таллине. - Оба государства на данный момент полноправные члены НАТО и Европейского союза. - Эстонское министерство иностранных дел об отношениях с Францией - Французское министерство иностранных дел об отношениях с Эстонией |
| Хорватия         | 2 марта 1992                | - Эстония имеет посольство в Будапеште, Венгрия. - Хорватия имеет посольство в Хельсинки, Финляндия. - В 2000 году страны взаимно заключили соглашение о безвизовом режиме для граждан, путешествующих между двумя государствами. В сентябре 2008 года премьер-министр Эстонии Андрус Ансип посетил Хорватию с государственным визитом, во время которого он поддержал страну во вступлении в НАТО и ЕС. - Министерство иностранных дел Хорватии: список двусторонних тем для переговоров с Эстонией - Эстонское министерство иностранных дел об отношениях с Хорватией |
| Чили             |                             | - Чили повторно признала Эстонию 28 августа 1991 года, а дипломатические отношения между двумя странами восстановились 27 сентября 1991 года. Чили представлена в Эстонии через своего посла, который находится в Хельсинки (Финляндия) и консульство в Таллине. Эстония представлена в Чили через консульство в Сантьяго. Нынешний чилийский посол в Эстонии Карлос Парра Мерино официально представил свой мандат президенту Эстонии Тоомасу Хендрику Ильвесу в июне 2007 года. - Соглашение о безвизовом режиме между Эстонией и Чили вошло в силу 2 декабря 2000 года. Страны также заключили меморандум о сотрудничестве между министерствами иностранных дел. Соглашение о культурном, туристическом и информационном сотрудничестве ратифицировано. - Чили входит в число наиболее важных международных партнеров Эстонии в Южной Америке. - В 2007 году товарооборот между Эстонией и Чили был оценен в 6,3 млн. евро. Эстонский экспорт включал в основном технику, механическое оборудование, минеральное топливо, Чилийский экспорт включал вино, рыбу, ракообразных и фрукты. В 2004 году 83 % экспорта Чили в Эстонию, в 2,4 млн евро, состояли вина. В 2008 году чилийские вина занимали самые высокие доли на винном рынке Эстонии, после испанских. Из-за своего климата непригодного для масштабного производства винограда, большинство вин, продаваемых в Эстонии, является импортным. |
| Швеция           |                             | - Эстония находилась под шведской оккупацией с 1561 по 1721 годы. - Швеция признала Эстонию 27 августа 1991 года. - Эстония имеет посольство в Стокгольме и пять консульств (в Эскильстуна, Гётеборге, Карлскруна, Мальмё и Висбю). - Швеция имеет посольство в Таллине и два консульства (в Нарве и Тарту). |
| Япония           | 10 октября 1991             | - Эстонское посольство в Токио было построено в 1996 году. - Японское посольство в Таллине было открыто в 1993 году. - Япония финансировала несколько небольших проектов в Эстонии в области культуры и образования. - Эстонское министерство иностранных дел об отношениях с Японией - Японское министерство иностранных дел об отношениях с Эстонией |